# Прокоп, Август
Август Прокоп (нем. August Prokop; 15 августа 1838, Йиглава[…] — 18 августа 1915[…], Грис — Сан-Квирино, Цислейтания) — австрийский архитектор, историк искусства и реставратор. Работал в основном в Брно.

## Биография
Родился 15 августа 1838 года в Иглау, в семье секретаря Высшего окружного суда Франца Прокопа и Анны в девичестве Майер.
Обучался в Йиглаве, Оломоуце, затем в Брно, где получил аттестат зрелости в 1858 году. С 1858 по 1861 год обучался в Императорско-королевском политехническом институте (нем. k.k. Polytechnisches Institut), нынешнем Венском техническом университете. С 1861 по 1867 год обучался в Венской академии изобразительных искусств под руководством Фридриха фон Шмидта, Августа Зикарда фон Зикардсбурга и Эдуарда ван дер Нюлля.
После окончания обучения, в 1867 году, переехал в Брно, где начал работать архитектором.
В 1868 году он женился на Адольфине, урожденной Лампрехт (1844–1906).
С 1869 по 1872 год занимал должность главного инженера Венской строительной компании.
В 1870 году родился сын Зденко Фридрих (1870–1872).
В 1874 году он работал в строительной компании Антона Ольцельта.
С 1878 года он был профессором истории архитектуры в Немецком технологическом университете Брно (нынешний Технический университет в Брно). С 1882 по 1883 год он был его ректором.
С 1882 по 1892 год он был директором «Моравского ремесленного музея» в Брно, позже переименованного в «Музей искусств и ремесел эрцгерцога Райнера», а ещё позже — в «Музей прикладного искусства».
В 1892 году переехал в Вену, где с 1892 по 1905 год занимал должность профессора строительства, искусства и истории строительства в Венском техническом университете, в качестве преемника Йозефа Штюммера фон Траунфельса (1808–1891). Там он занимал должность ректора в 1896—1897 году.
Умер 18 августа 1915[…] (77 лет) года в Грисе, деревеньке в Южном Тироле, ныне часть города Больцано.

## Здания и проекты (избранное)
- Новая cинагога[чеш.] в Вельке-Мезиржичи, 1867[7].
- Спортзал под Замком[чеш.] в Брно, строительство в 1867—1868 году и реконструкция в 1877-1878 годах[7].
- Семейная капелла с крестным путём[чеш.] и склеп семьи Лобковиц в Нетине[чеш.], 1867-1871[7].
- Замок Рантиржов[чеш.], 1873[7].
- Костёл Святого Николая[чеш.] в Брно-пригородe, 1880—1881[7].
- Реконструкция костёла Святого Лаврентия[чеш.] в Брно, 1883–1884.
- Проект виллы Гермины Рипковой (чеш. Vila Hermíny Ripkové) в Брно, 1883[7].
- Вилла Редлиха (чеш. Redlichova vila) в Славкове-у-Брна, 1884[7].
- Многоквартирные жилые дома Яна Бареша (чеш. Jan Bareš) по адресам Marešova 8 по 14 в Брно, 1886[7].
- Реконструкция замка Фремерсберг неподалёку от Баден-Бадена, 1886–1888.
- Капелла епископской резиденции в Брно, 1886–1888[7].
- Дом Ланга в Брно, 1888.
- Реконструкция дворца Бергла в Брно, 1888.
- Реконструкция пресвитерия Собора Святых Петра и Павла в Брно, 1885—1891, 1899[7].
- Перестройка замка Митров[чеш.], 1890—1891[7].
- Перестройка и расширение здания Музея прикладного искусства[чеш.] в Брно, 1892.
- Капелла семьи горных предпринимателей Ран на кладбище в Росице (вероятное авторство), 1894.
- Вилла Бергауэр (нем. Villa Bergauer) в Вене, совместно с Йозефом Мочалом (нем. Josef Mochal), 1894–1895.

## Галерея некоторых работ

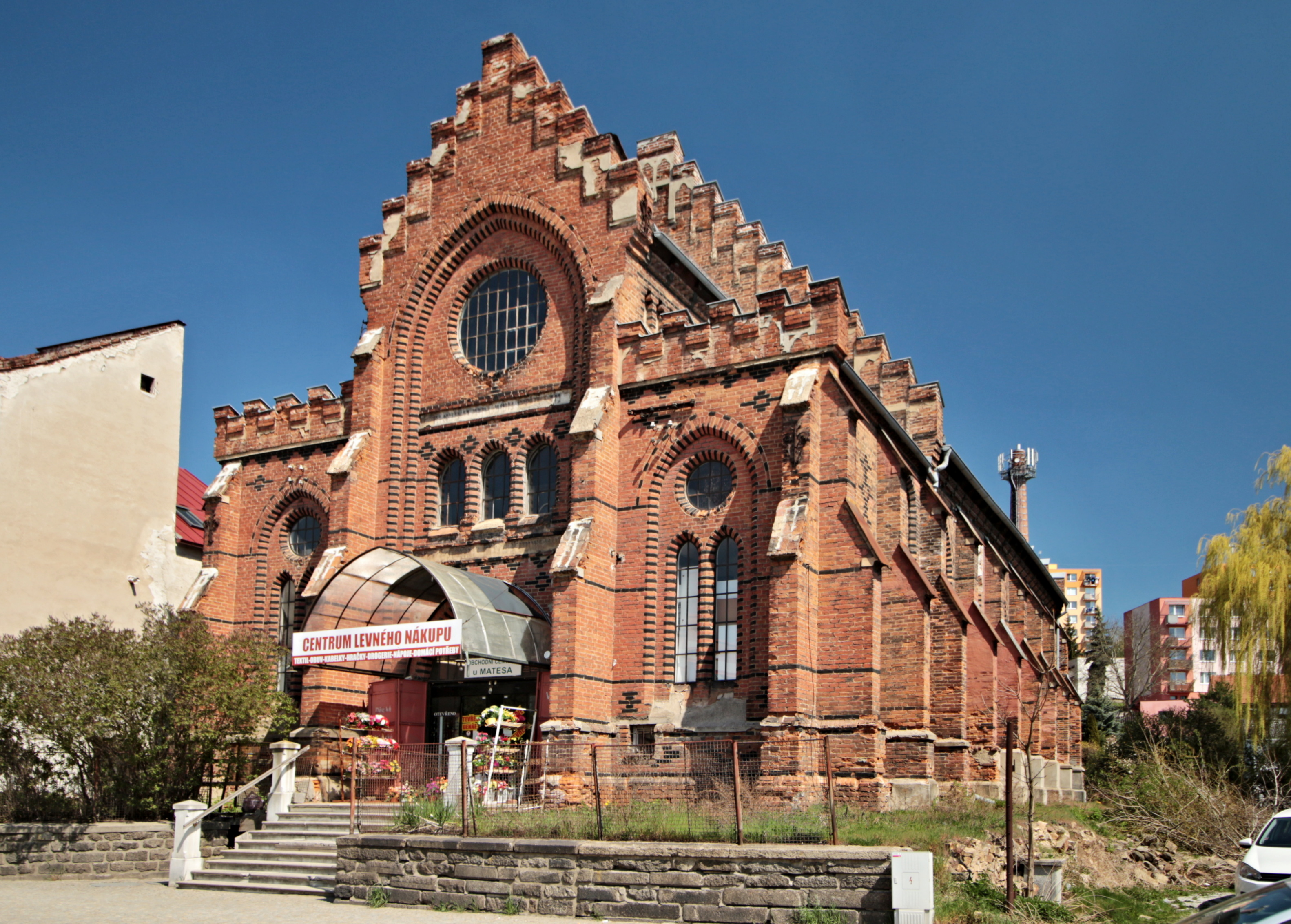
Новая cинагога в Вельке-Мезиржичи
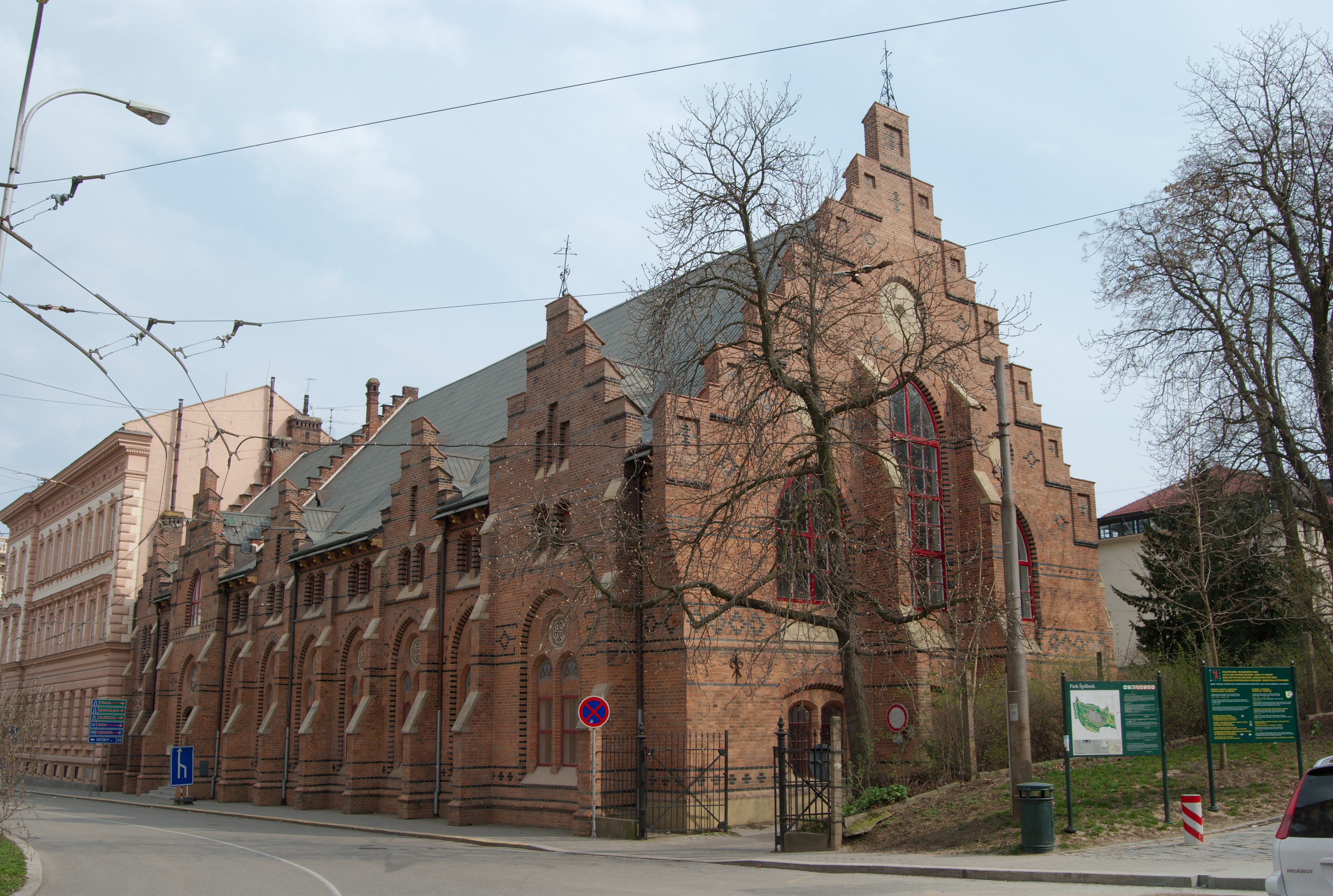
Спортзал под Замком в Брно
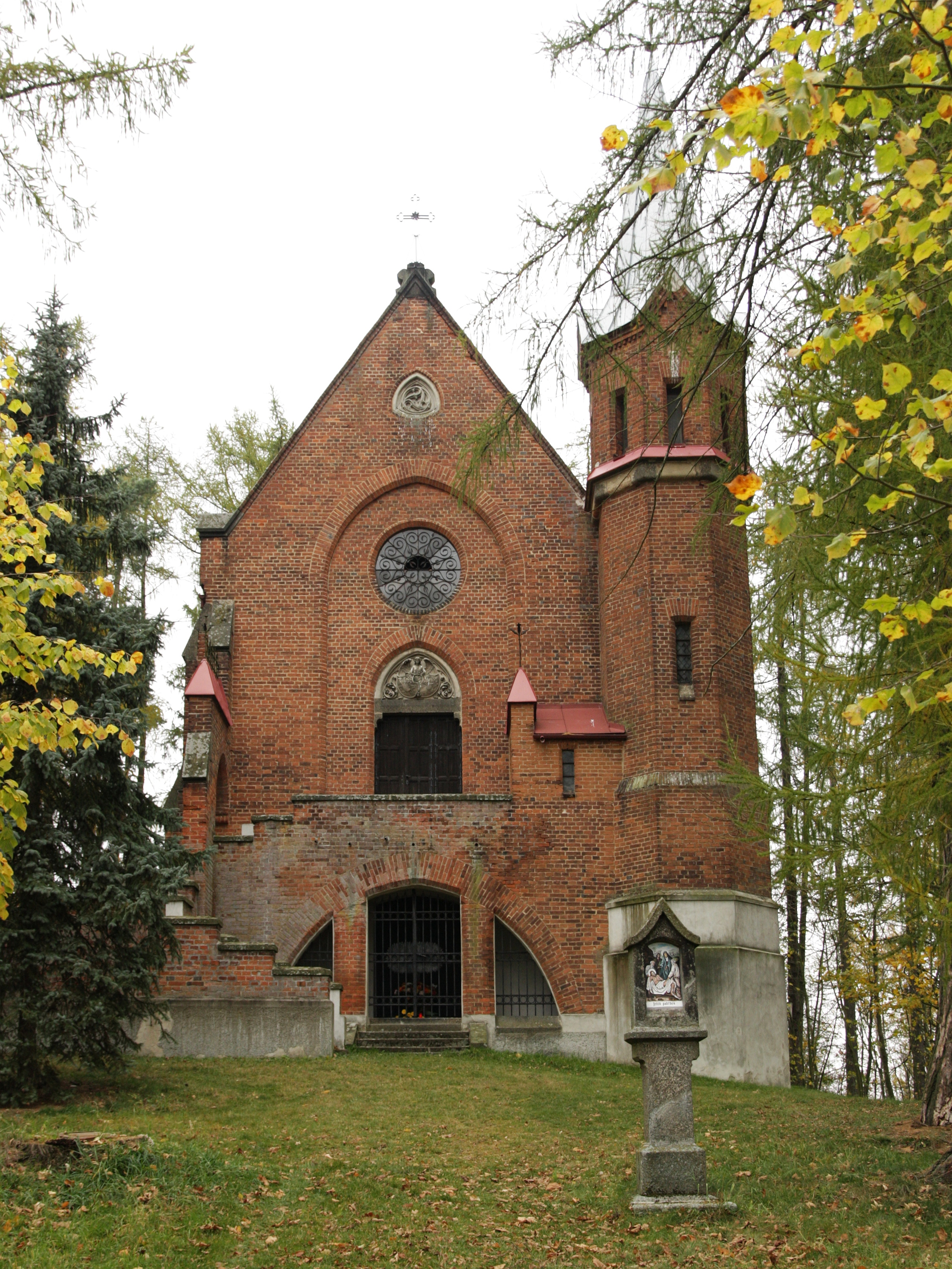
Семейная капелла и склеп семьи Лобковиц в Нетине
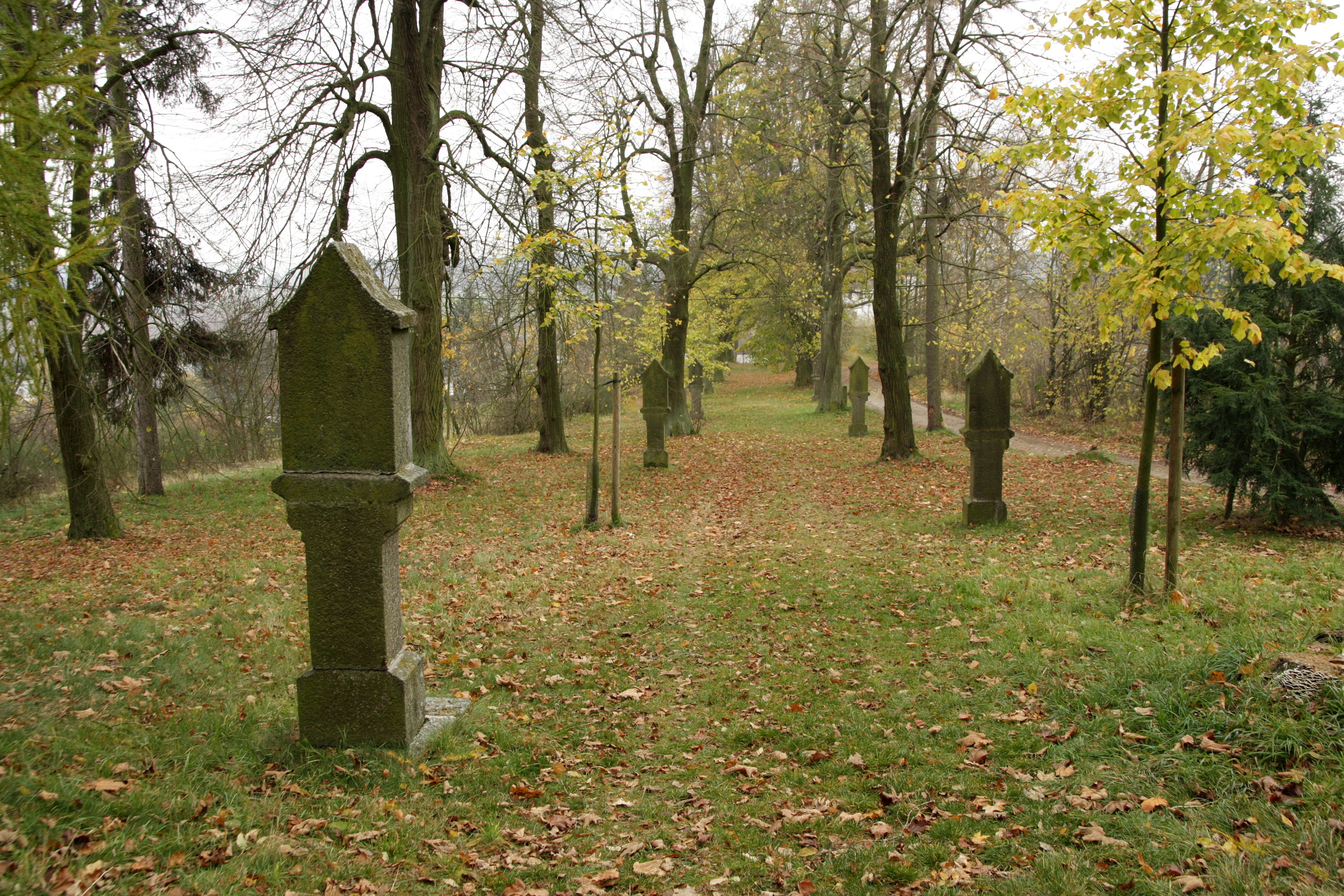
Крестный путь перед склепом семьи Лобковиц в Нетине
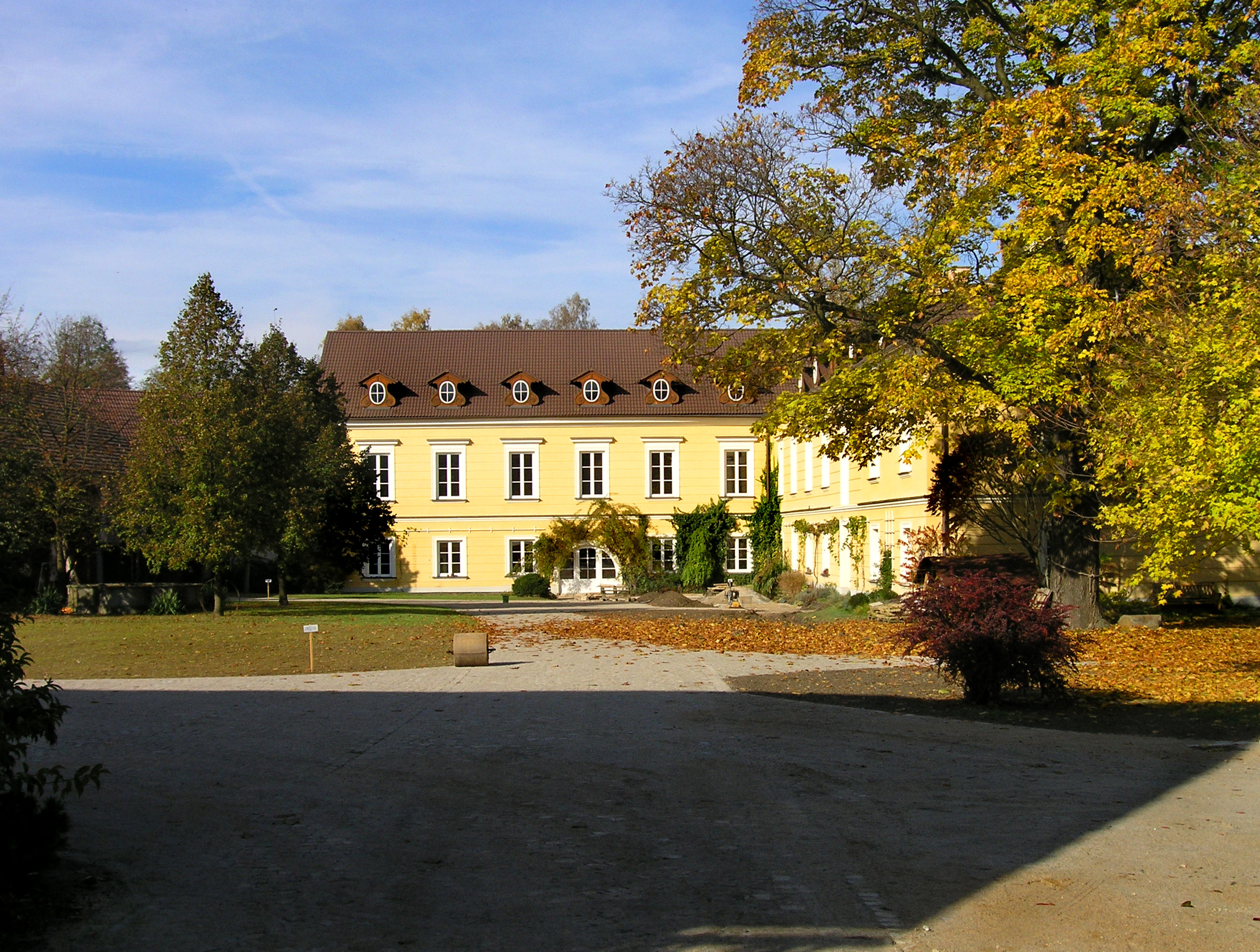
Замок Рантиржов
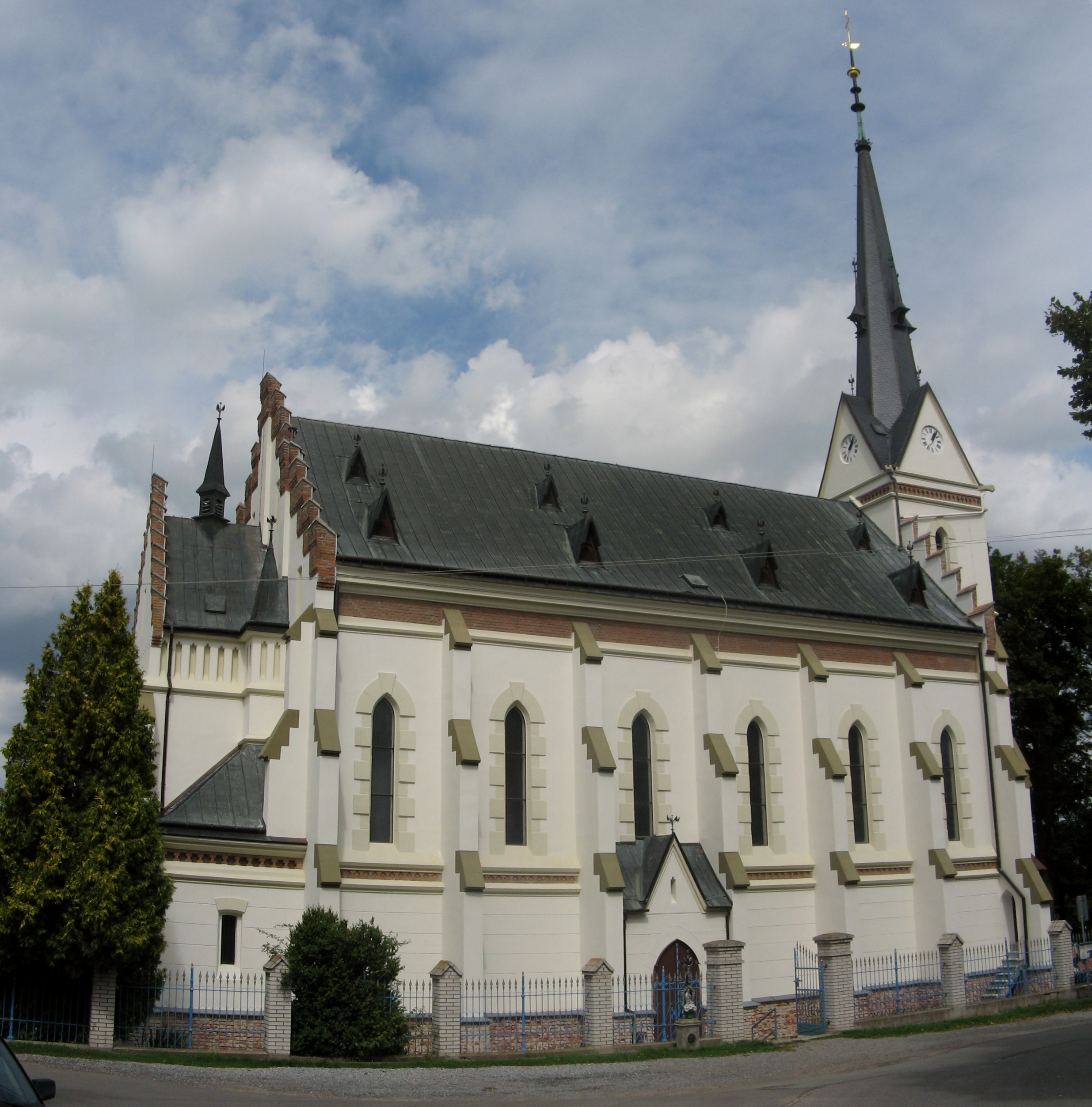
Костёл Святого Николая в Брно-пригородe
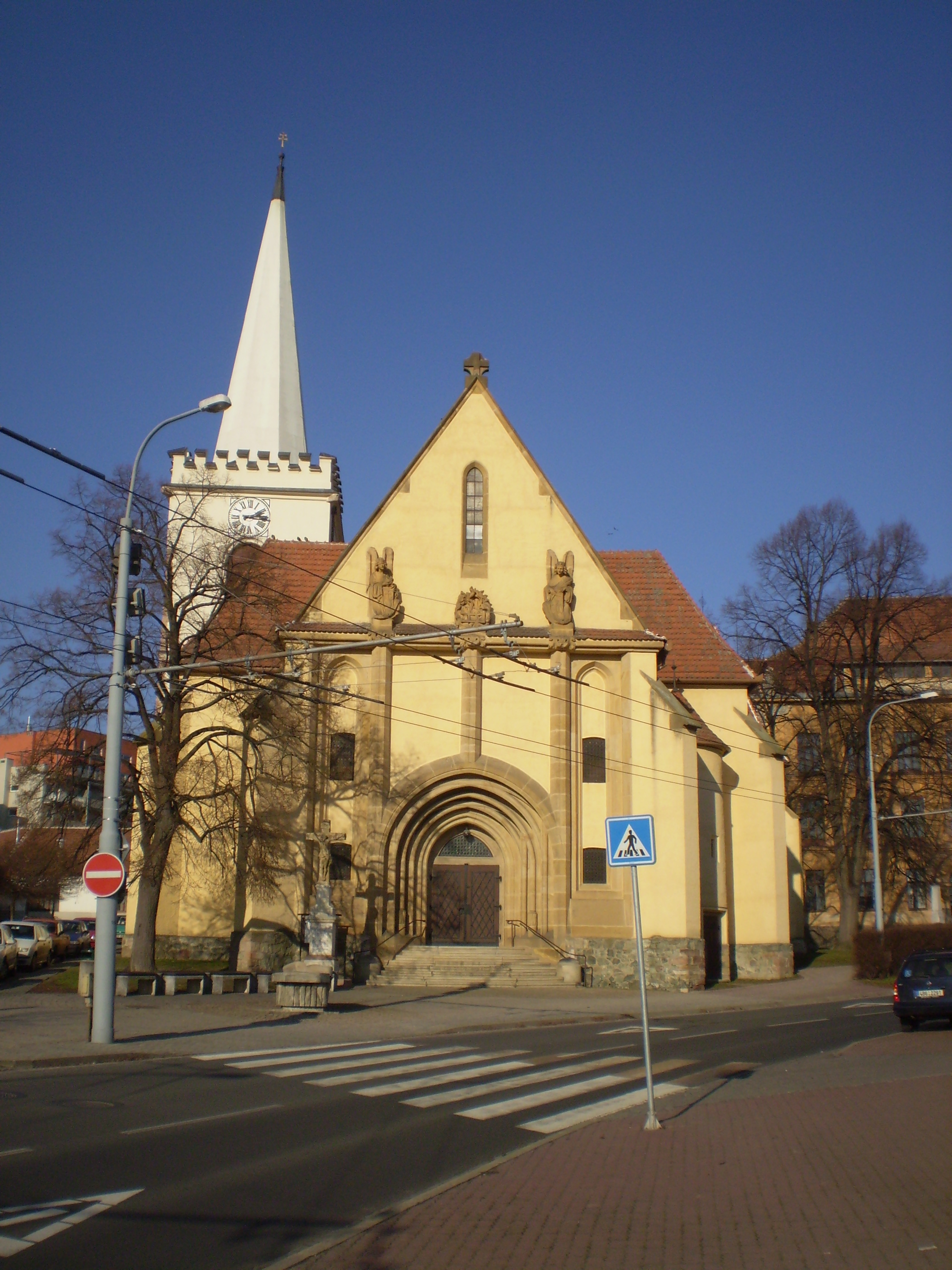
Костёл Святого Лаврентия в Брно
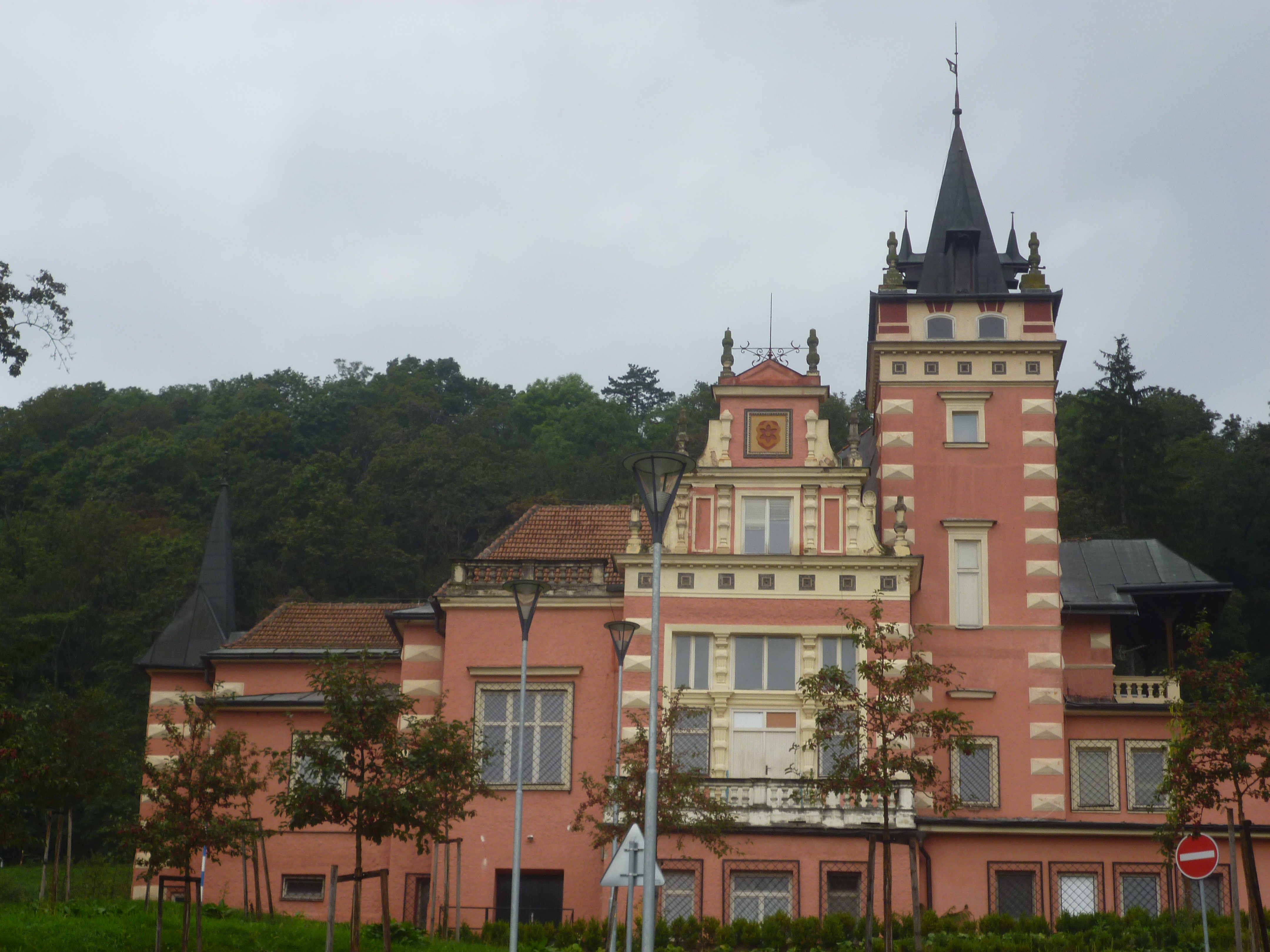
Вилла Гермины Рипковой в Брно
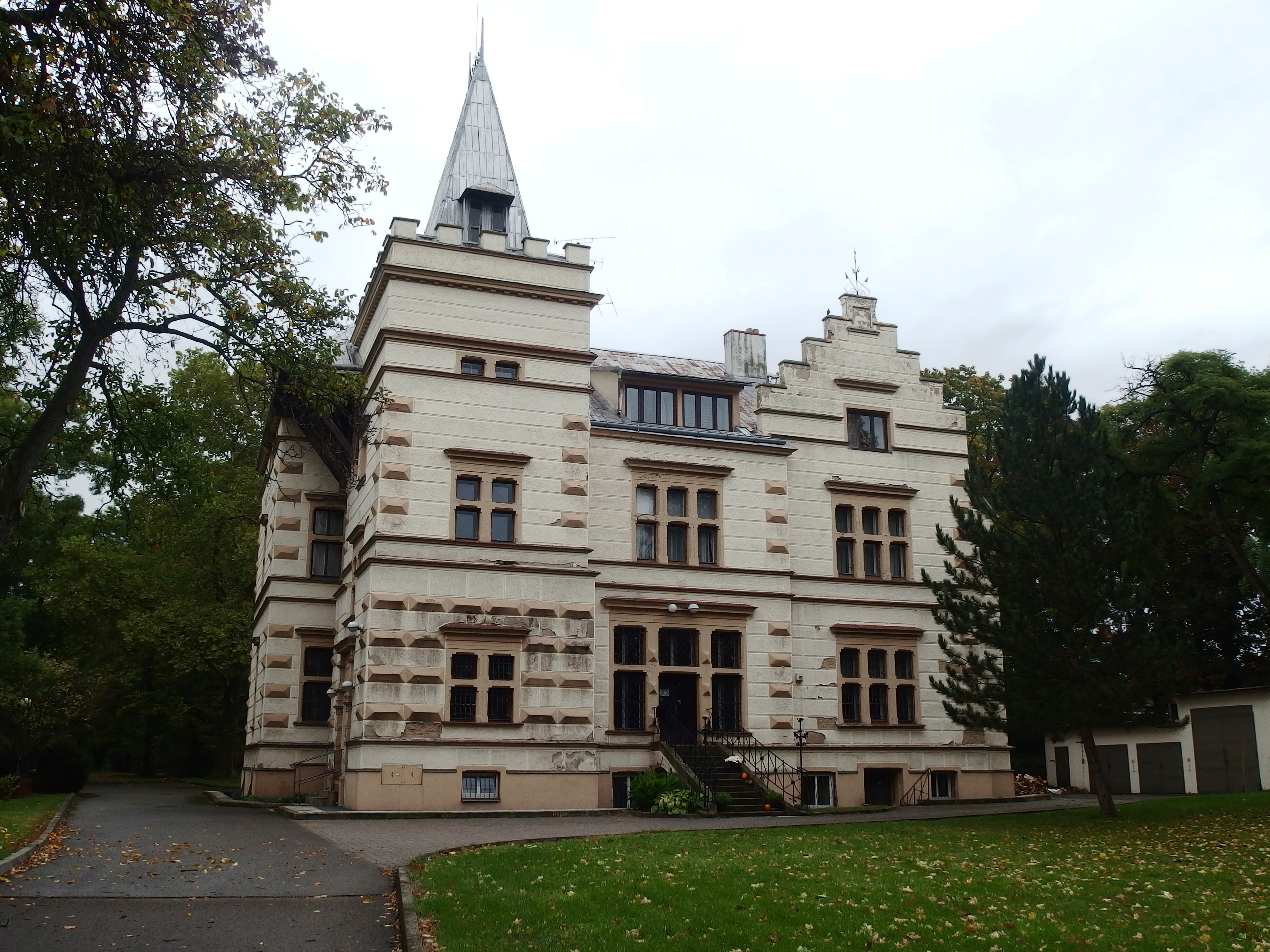
Вилла Редлиха в Славкове-у-Брна
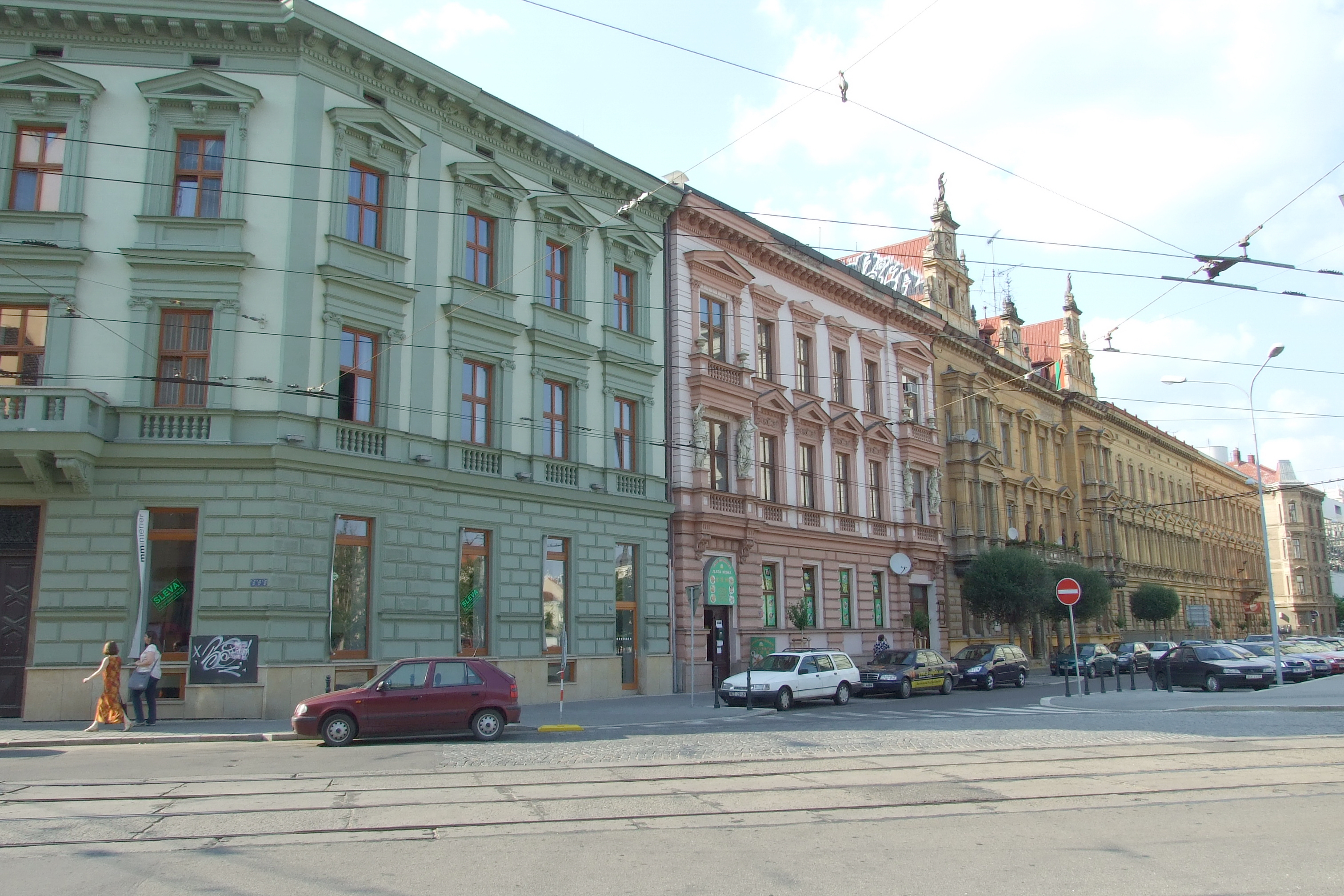
Многоквартирные жилые дома Яна Бареша в Брно (кроме зелёного здания)
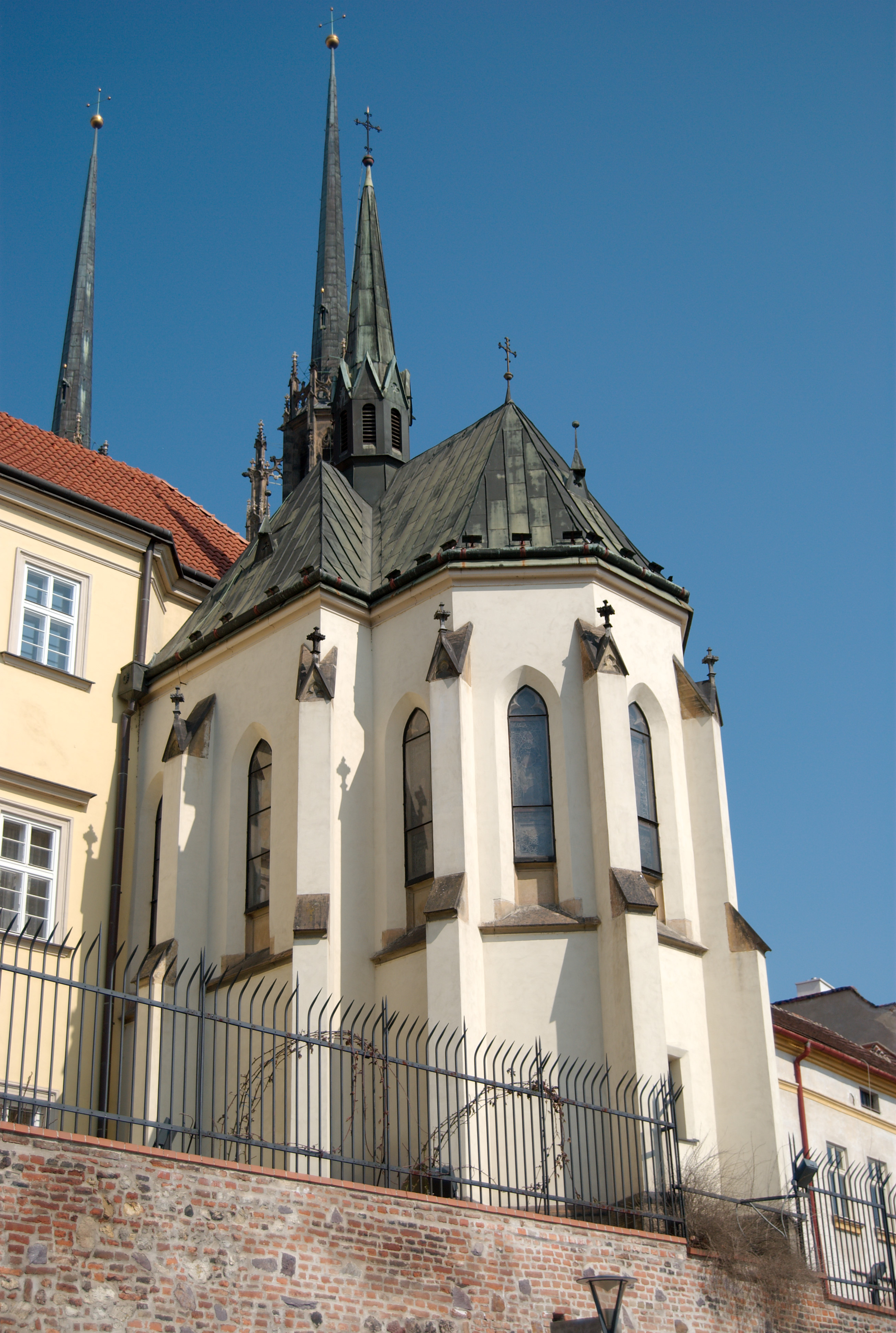
Капелла епископской резиденции в Брно
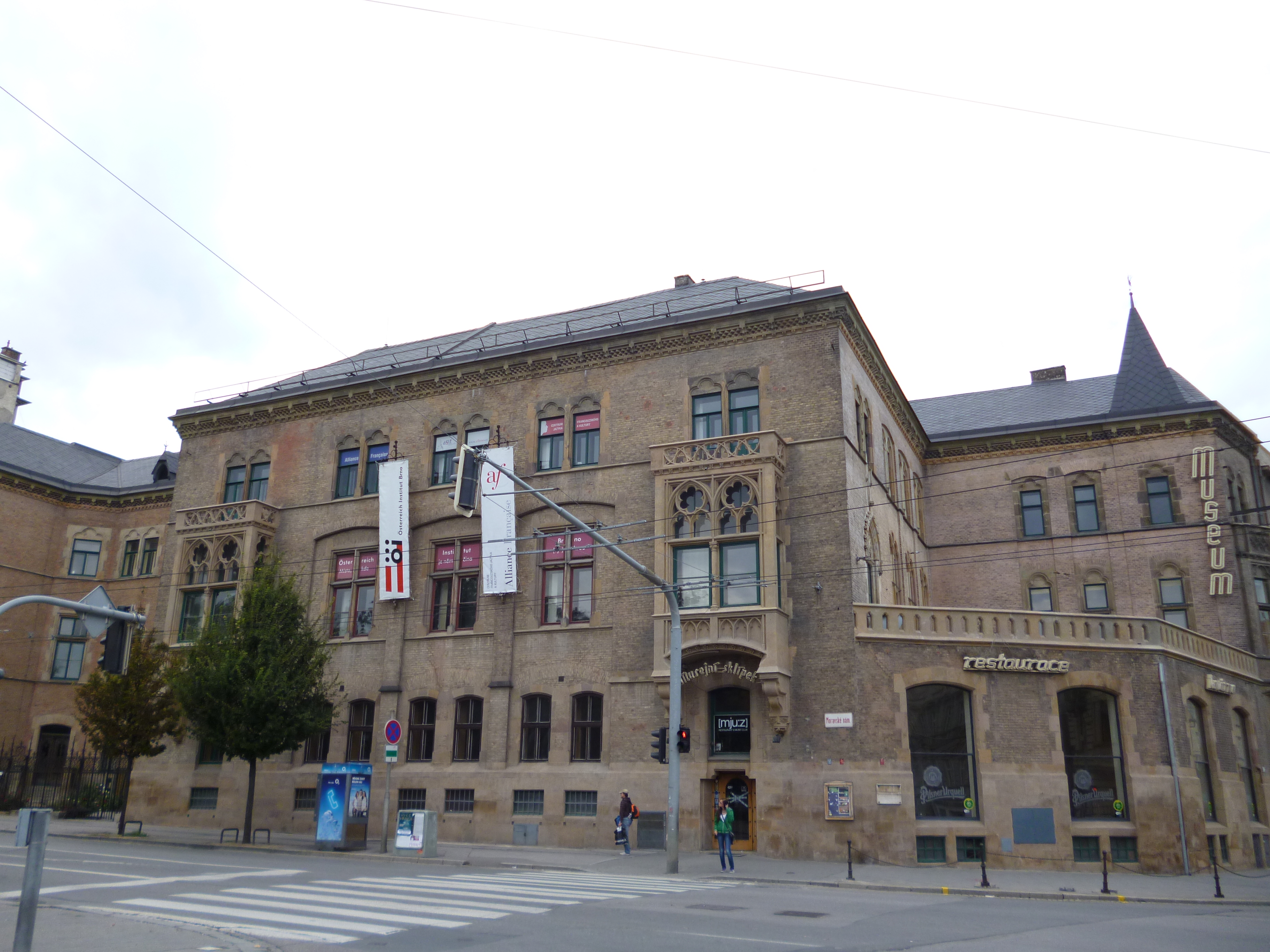
Дворец Бергла, Брно
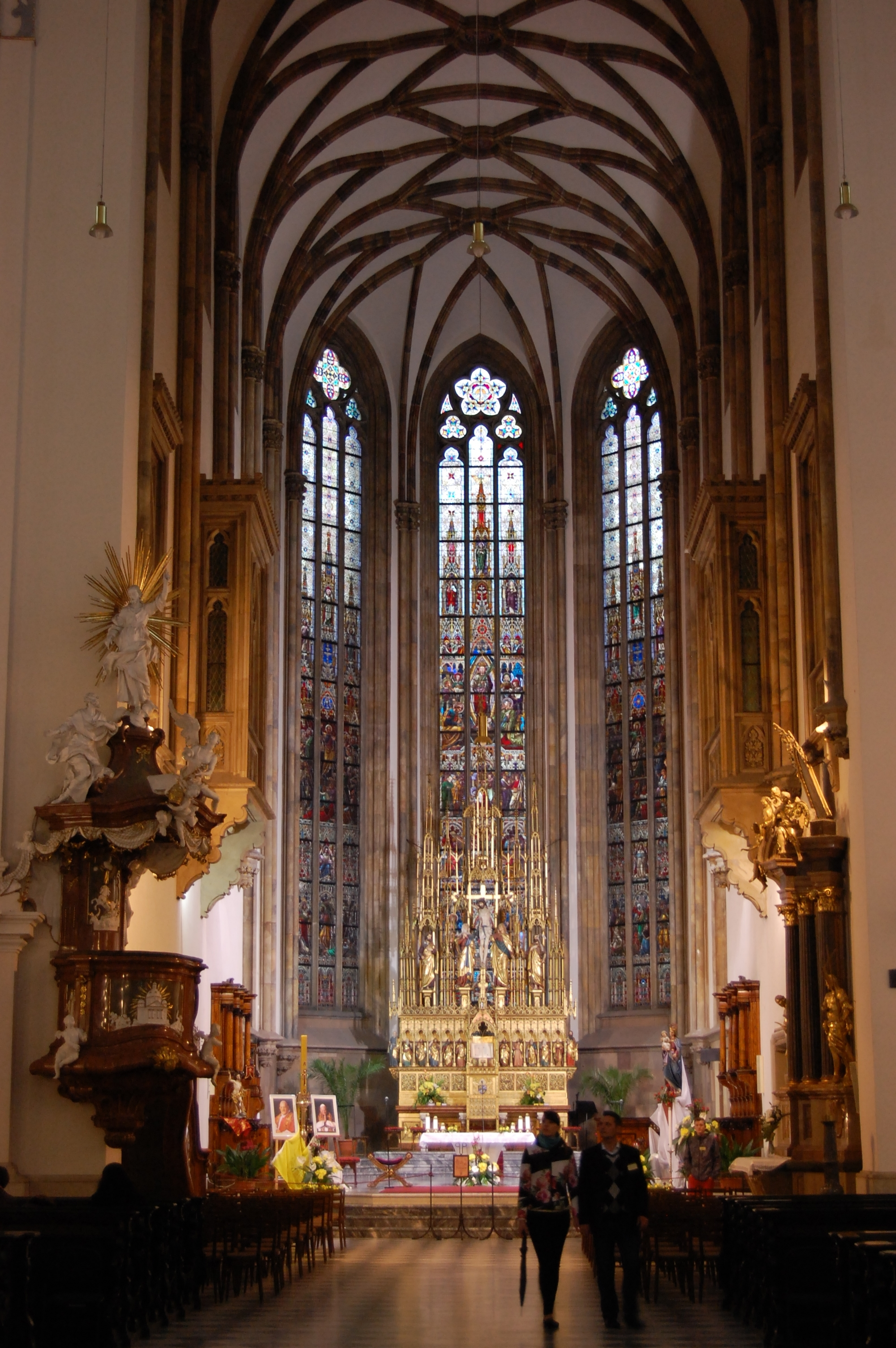
Пресвитерий Собора Святых Петра и Павла в Брно
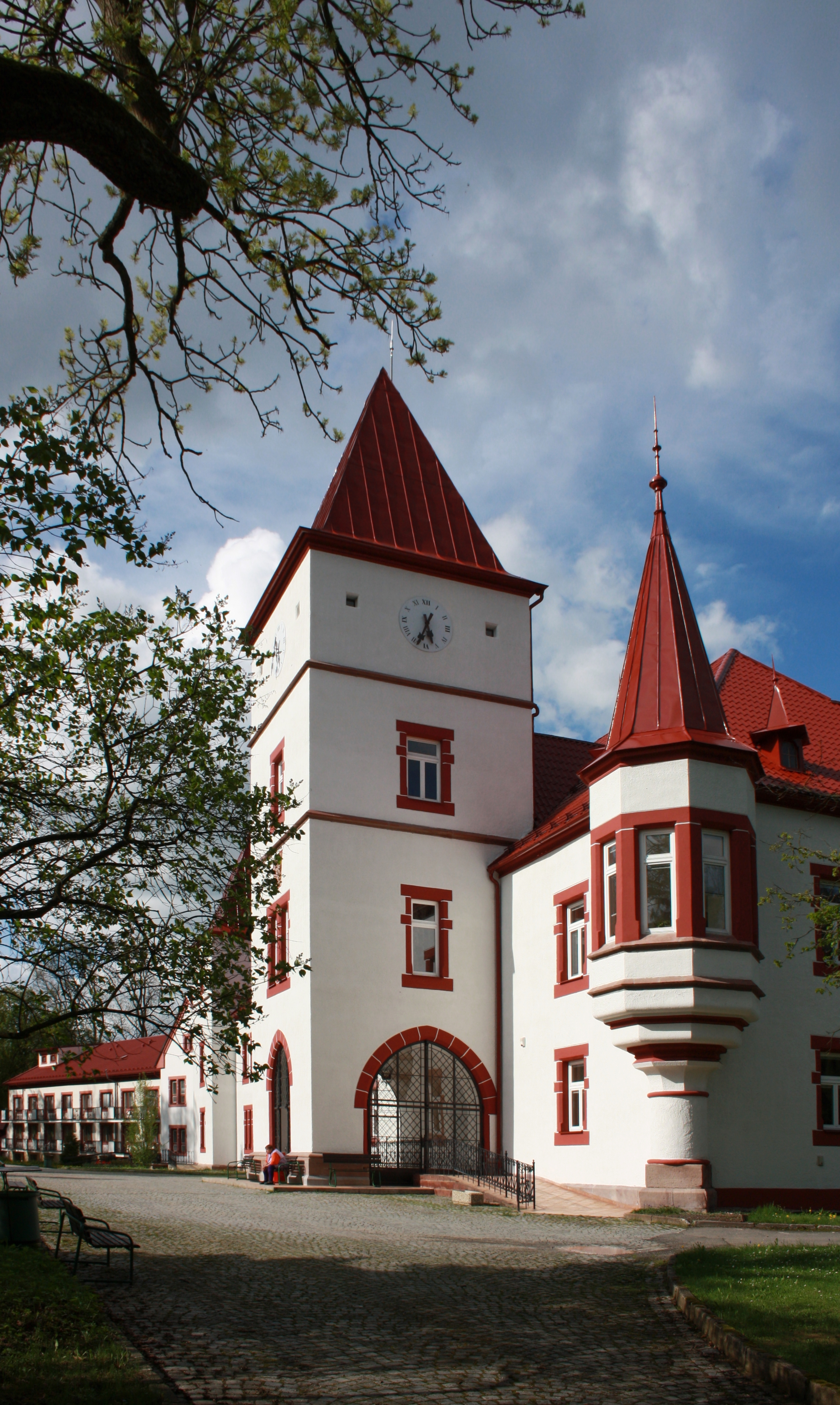
Замок Митров
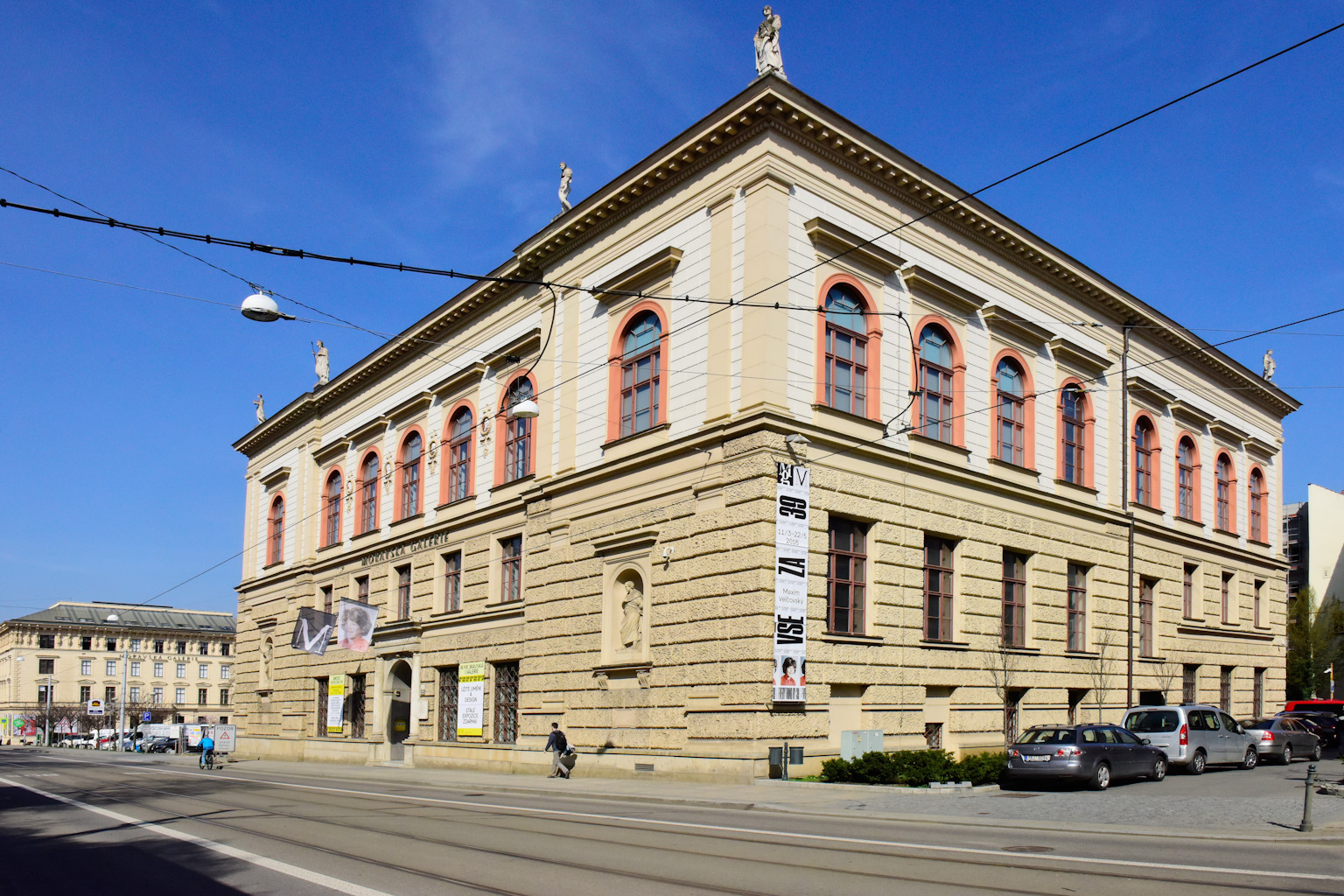
Музей прикладного искусства в Брно
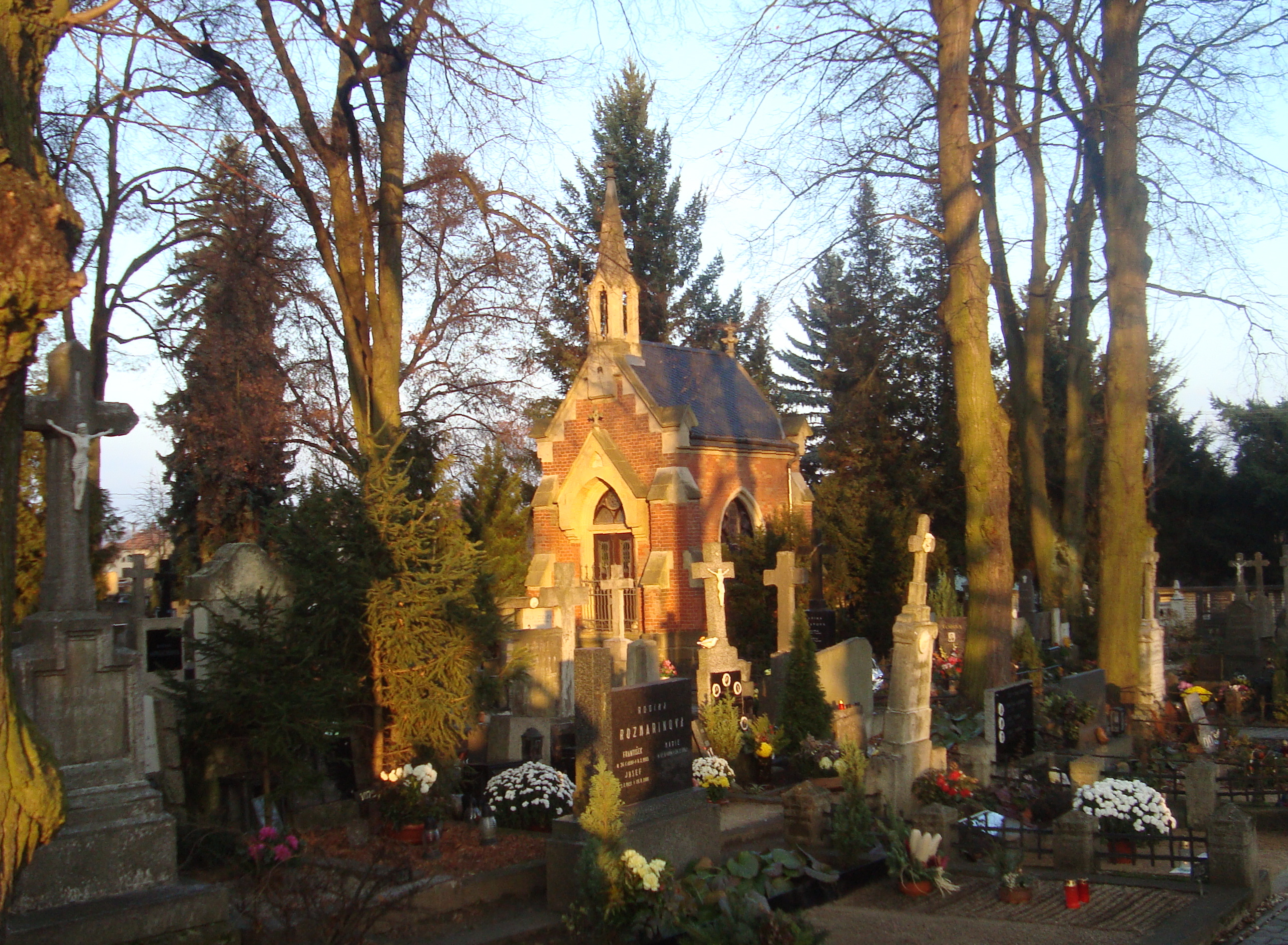
Капелла семьи горных предпринимателей Ран на кладбище в Росице